# Grafenwöhr

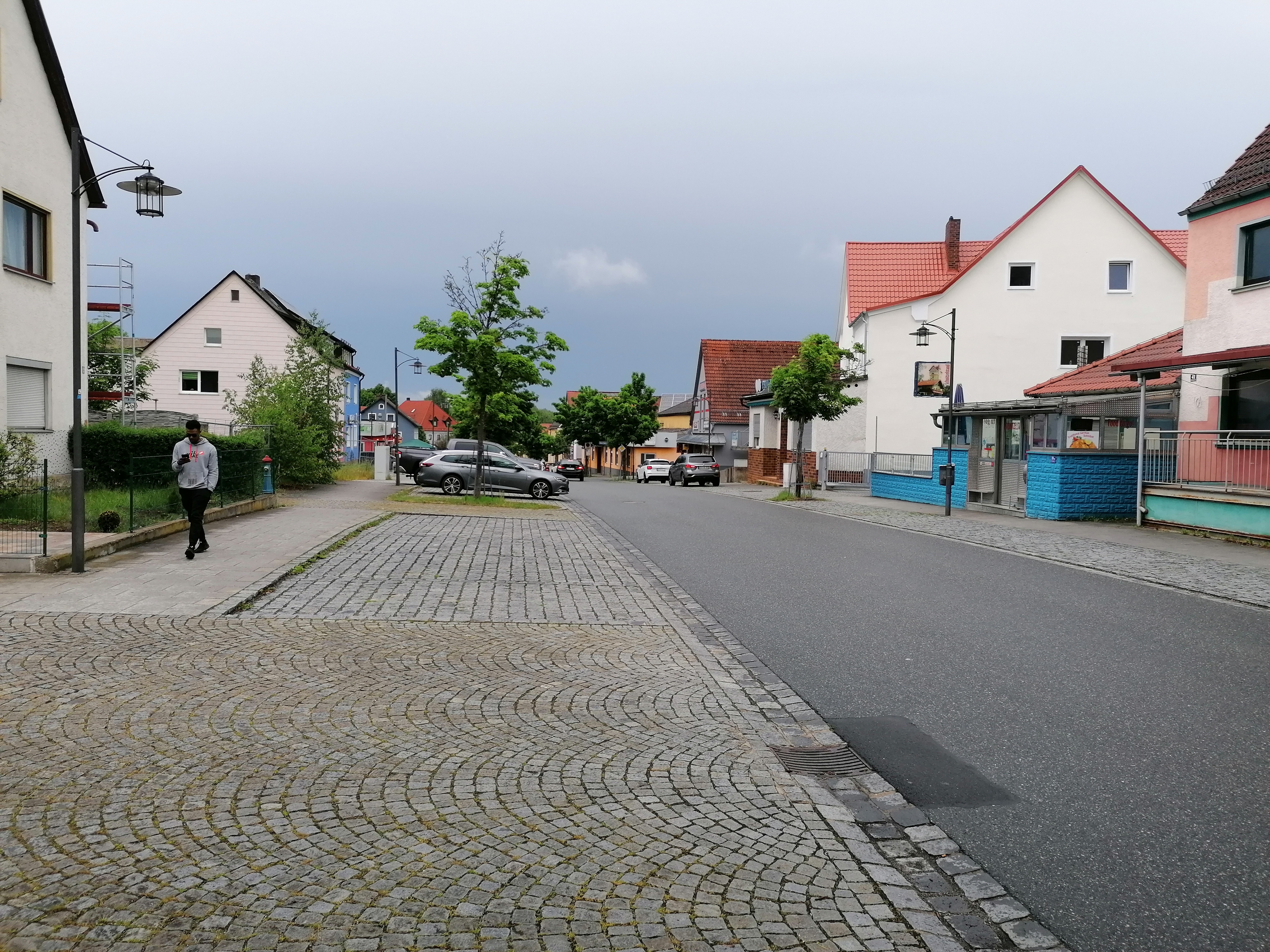
Alte Amberger Straße

Grafenwöhr est une ville de Bavière (Allemagne), située dans l'arrondissement de Neustadt an der Waldnaab, dans le district du Haut-Palatinat.
Depuis le début de guerre froide, elle est une importante garnison de la 7e armée des États-Unis - depuis fin 2020, United States Army Europe and Africa - et dispose d'un vaste champ de manœuvres.

## Histoire
C'est un important lieu d’internement de civils Belges et Français durant la Première Guerre mondiale,.
En 2020, environ 40 000 américains militaires et civils sont stationnés dans la région, le statut futur de la garnison est en suspens.